# Philosophie amérindienne
La philosophie américaine autochtone est la philosophie des peuples autochtones des Amériques. Un philosophe autochtone est une personne autochtone américaine qui pratique la philosophie et possède une vaste connaissance de l’histoire, de la culture, de la langue et des traditions des peuples autochtones des Amériques. De nombreuses traditions philosophiques différentes existent dans les Amériques et remontent à l’époque précolombienne.
La pensée philosophique amérindienne se compose d'une grande variété de croyances et de traditions. Parmi certaines sociétés amérindiennes des États-Unis, il existe un principe métaphysique appelé « Grand Esprit » ( Siouan : wakȟáŋ tȟáŋka ; Algonquien : gitche manitou ). Un autre concept est celui de l'orenda (« pouvoir spirituel »). Selon Whiteley en 1998, pour les Amérindiens, « l'esprit est radicalement influencé par les expériences transcendantales (rêves, visions, etc.), tout autant que par la raison ». Les pratiques permettant d'accéder à ces expériences transcendantales sont appelées chamanisme . Une autre caractéristique des visions du monde amérindiennes était l’inclusion des animaux non humains et des plantes dans la réflexion éthique,.

## Épistémologie et science
L'étude des connaissances, des croyances et de la manière dont les gens acquièrent et traitent l'information (c'est-à-dire l'épistémologie) dans les cultures autochtones peut être à certains égards différente de celle de la philosophie occidentale habituelle. L'épistémologie amérindienne s'exprime dans les cérémonies, les traditions communautaires et l'observation de la nature et du symbolisme naturel, en plus des approches académiques plus courantes[réf. nécessaire]. L'accent mis sur la langue et la culture autochtones comment une composante fondamentale de l'épistémologie amérindienne, la langue étant considérée comme essentielle à la compréhension de la psychologie et des différents états de conscience.
Hester et Cheney ont écrit sur le lien étroit entre la Nature et l'interprétation des connaissances au sein des cultures amérindiennes. Ils croient que l’esprit interagit avec l’environnement de manière très active et consciente.

## Ontologie du genre
Anne Waters a décrit une « ontologie holistique de l'être » dans le contexte du genre. 

## Traditions régionales

### Amérique du Nord
En Amérique du Nord, les groupes autochtones du nord de la Méso-Amérique ne disposent souvent pas d’histoires écrites précoloniales. Toutefois, des traditions orales ont survécu à la colonisation. Un symbole commun à ces groupes étaient les six directions. Beaucoup considéraient les directions est, ouest, nord, sud, haut et bas comme sacrées pour leur compréhension du monde. Certains croient que ce symbole cimente un sentiment d’appartenance parmi les groupes autochtones qui le partagent.
Chez les Hopi, il existe un concept connu sous le nom de hopivotskwani, qui se traduit approximativement par « le chemin de la vie Hopi ». Cela implique de se comporter avec une disposition pacifique, une coopération, une humilité et un respect. La philosophie Hopi enseigne que la vie est un voyage, à vivre en harmonie avec le monde naturel. Ainsi, les Hopi croient que suivre hopivotskwani entraînera des résultats positifs non seulement dans les relations interpersonnelles, mais aussi dans les interactions avec la nature, par exemple en garantissant des précipitations suffisantes et une bonne récolte.
En règle générale, les peuples Pueblo contemporains sont très réticents à partager leurs visions philosophiques et spirituelles traditionnelles du monde avec des étrangers. Cela peut être attribué à plusieurs facteurs, parmi lesquels l'abus de confiance de la part des premiers anthropologues et l'intolérance coloniale espagnole envers les religions traditionnelles Puebloan.[réf. nécessaire]

### Amérique centrale
La tradition philosophique la mieux documentée de l’ère précolombienne et du début de la colonisation est peut-être celle des Aztèques, un peuple de langue nahuatl qui a établi un empire vaste et sophistiqué dans le centre du Mexique avant d’être conquis par les Espagnols. La pensée et la philosophie mésoaméricaines se distinguent par leur utilisation intensive de la métaphore pour expliquer des concepts abstraits. [page à préciser]
Les Aztèques pensaient la philosophie en termes plus ou moins pragmatiques et pratiques. Un élément central de la philosophie aztèque était le concept de teotl, un terme nahuatl désignant la force animatrice du cosmos et un moteur dynamique et toujours agissant. Teotl en termes théologiques pourrait également constituet un type de panthéisme.
La philosophie Nahua était une tradition intellectuelle développée par des individus appelés tlamatini (« ceux qui savent quelque chose »)  et ses idées sont préservées dans divers codex aztèques et textes fragmentaires. Certains de ces philosophes se distinguent, comme Nezahualcoyotl, Aquiauhtzin, Xayacamach, Tochihuitzin coyolchiuhqui et Cuauhtencoztli. Ces auteurs étaient également des poètes et certaines de leurs œuvres sont toujours disponibles dans leur rédaction nahuatl originale,.
Les philosophes aztèques ont développé des théories sur la métaphysique, l'épistémologie, les valeurs et l'esthétique. L'éthique aztèque était axée sur la recherche du tlamatiliztli (« connaissance », « sagesse ») qui était basée sur la modération et l'équilibre dans toutes les actions, comme dans le proverbe nahua « le bien intermédiaire est nécessaire ». La vision du monde Nahua pose le concept d'une énergie ou force universelle ultime appelée Ōmeteōtl (« Double énergie cosmique ») qui serait à la recherche un moyen de vivre en équilibre avec un monde « glissant » en constante évolution. La théorie du Teotl peut être considérée comme une forme de panthéisme. Cette force est considérée comme la force vitale globale de l’univers et comme l’univers lui-même.

### Amérique du Sud
La civilisation inca comptait également une classe d'élite d'érudits philosophes appelés amawtakuna ou amautas, qui jouaient un rôle important dans le système éducatif inca en tant que professeurs de philosophie, de théologie, d'astronomie, de poésie, de droit, de musique, de moralité et d'histoire,. Les jeunes nobles incas étaient formés dans ces disciplines au Yacha-huasi à Cuzco, où ils apprenaient également l'art du quipu. La philosophie inca soutient que l'univers est animé par une seule force vitale dynamique (parfois appelée camaquen ou camac, ainsi que upani et amaya ). Cette force singulière se diviserait en deux « opposés complémentaires » appelés yanantin et masintin. Ils s'expriment sous la forme de diverses dualités, telles que mâle-femelle, sombre-lumière, vie et mort, dessus et dessous, qui contribuent de manière à l'harmonie de l'univers à travers le processus de réciprocité et d'échange mutuel appelé ayni,. La vision du monde inca inclut aussi un Dieu créateur, Viracocha, et la réincarnation.

### Contes de Coyote
L'universitaire Brian Yazzie Burkhart partage cette histoire de Coyote :

« Coyote erre de sa manière habituelle quand il arrive dans une ville de prairie. Les chiens de la prairie rient et le maudirent. Coyote se met en colère et veut se venger. Le soleil est haut dans le ciel. Coyote décide qu'il veut que les nuages viennent. Il commence à détester les chiens de prairie et pense donc à la pluie. Juste alors un nuage apparaît. 
Coyote dit, "J'aimerais qu'il pleuve sur moi." Et ainsi il plut sur lui.
Coyote dit, "J'aimerais qu'il pleuve jusqu'à mes pieds." Et ainsi il plut jusqu'à ses pieds.
"Je veux que la pluie monte jusqu'à mes genoux", dit Coyote. Et ainsi la pluie monta jusqu'à ses genoux.
"Je veux que la pluie aille jusqu'à ma taille", dit-il ensuite. Et ainsi la pluie monta jusqu'à sa taille.
– Burkhart,2003, p.15-16 »

Au final, tout le pays est inondé. L'erreur de Coyote est de ne pas laisser ce qui est juste guider ses actions et de préférer agir entièrement selon ses propres motivations. Ceci nous avertit qu’il faut faire attention à ce que l’on désire et garder à l’esprit les choses qui nous entourent et la façon dont nous interagissons avec elles. Burkhart appelle cela le principe d'apparentement. 

### Citations
(en) Cet article est partiellement ou en totalité issu de la page de Wikipédia en anglais intitulée « Indigenous American philosophy » (voir la liste des auteurs).
1. 1 2  Peter M. Whiteley, Routledge Encyclopedia of Philosophy, Taylor & Francis, 1998 (ISBN 9780415250696, DOI 10.4324/9780415249126-N078-1), « Native American philosophy »
2. ↑  Raymond Pierotti, Native American Symposium 5, Durant, OK, Southeastern Oklahoma State University, 2003, « Communities as both Ecological and Social entities in Native American thought »
3. ↑  (en) Battiste, « Indigenous Knowledge and Pedagogy in First Nations Education: A Literary Review with Recommendations », National Working Group on Education, Ottawa, Canada,‎ 2002, p. 17 (lire en ligne)
4. ↑  (en) Hester et Cheney, « Truth and Native American epistemology », Social Epistemology, vol. 15, no 4,‎ 2001, p. 319–334 (DOI 10.1080/02691720110093333, S2CID 144297754, lire en ligne)
5. ↑  Waters (2003), p. 97.
6. ↑  « Newsletter on American Indians in Philosophy », University of Delaware, American Philosophical Association, 2002 (consulté le 24 décembre 2021)
7. ↑  « Hopi Indians - Anthropology - iResearchNet »
8. ↑  Miller (1997).
9. ↑  « Aztec Philosophy », Internet Encyclopedia of Philosophy, Internet Encyclopedia of Philosophy (consulté le 24 décembre 2019)
10. ↑  Miguel León Portilla, Use of "Tlamatini" in Aztec Thought and Culture: A Study of the Ancient Nahuatl Mind – Miguel León Portilla, 1990 (ISBN 9780806122953, lire en ligne [archive du 17 décembre 2019])
11. 1 2 3  Maffie, « Why Care about Nezahualcoyotl? Veritism and Nahua Philosophy », Philosophy of the Social Sciences, Sage Publications, vol. 32,‎ mars 2002, p. 71–91 (DOI 10.1177/004839310203200104, S2CID 144901245, CiteSeerx 10.1.1.878.7615, lire en ligne [archive du 18 novembre 2021])
12. ↑  Leonardo Esteban Figueroa Helland, Indigenous Philosophy and World Politics: Cosmopolitical Contributions from across the Americas (thèse), Arizona State University, 2012 (lire en ligne [archive du 18 novembre 2021])
13. 1 2  « Aztec Philosophy », dans Internet Encyclopedia of Philosophy (lire en ligne [archive du 25 mai 2020]) (archive du 25 May 2020) (consulté le 25 décembre 2016)
14. 1 2  Yeakel, « Accountant-Historians of the Incas », Accounting Historians Journal, vol. 10, no 2,‎ fall 1983, p. 39–51 (DOI 10.2308/0148-4184.10.2.39, lire en ligne [archive du 12 novembre 2021])
15. 1 2  Hector Y. Adames et Nayeli Y. Chavez-Dueñas, Cultural Foundations and Interventions in Latino/a Mental Health: History, Theory and within Group Differences, Routledge, 2016, 20–21 p.
16. 1 2  Susana Nuccetelli, Ofelia Schutte et Otávio Bueno, A Companion to Latin American Philosophy, Wiley Blackwell, 2013, « Pre-Columbian Philosophies »
17. ↑  Hillary S. Webb, Yanantin and Masintin in the Andean World: Complementary Dualism in Modern Peru, 2012
18. ↑  Burkhart (2003), p. 16.

### Sources
- Brian Yazzie Burkhart, American Indian Thought: Philosophical Essays, Wiley-Blackwell, 2003, 15–26 p., « What Coyote and Thales Can Teach Us: An Outline of American Indian Epistemology »
- Mary Ellen Miller, An Illustrated Dictionary of the Gods and Symbols of Ancient Mexico and the Maya, Thames and Hudson, 1997, 1st pbk. éd. (ISBN 9780500279281, lire en ligne )
- Anne Waters, American Indian Thought: Philosophical Essays, Wiley-Blackwell, 2003, 97–115 p., « Language Matters: Nondiscrete Nonbinary Dualism »

## Lectures complémentaires
- A. Arola, The Oxford Handbook of World Philosophy, Oxford Handbooks, 2011, « Native American Philosophy »
- Barnhardt, « Indigenous knowledge systems and Alaska Native ways of knowing », Anthropology & Education Quarterly, vol. 36, no 1,‎ 2005, p. 8–23 (DOI 10.1525/aeq.2005.36.1.008)
- K.D. Moore, K. Peters, T. Jojola et A. Lacy, How it is: The Native American philosophy of VF Cordova, 2007
- M.L. Parry, O.F. Canziani, J.P. Palutikof, P.J. van der Linden et Hanson, Climate Change 2007: Working Group II: Impacts, Adaptation and Vulnerability, Cambridge University Press, 2007, 625–666 p. (lire en ligne)
- Teachings from the American Earth: Indian Religion and Philosophy, W.W. Norton & Company, 1992
- American Indian Thought: Philosophical Essays, Wiley-Blackwell, 2003
- Younker, « Review of How It Is: The Native American Philosophy of V. F. Cordova by V. F. Cordova, Kathleen Dean Moore, Kurt Peters, Ted Jojola, Amber Lacy », Oregon Historical Quarterly, vol. 109, no 4,‎ 2008, p. 641–642 (DOI 10.1353/ohq.2008.0048, JSTOR 20615918, S2CID 245850581)